# Lužec (Raspenava)
Lužec, bis 1946 Mildeneichen, ist eine Ortslage der Stadt Raspenava in Tschechien. Sie liegt zweieinhalb Kilometer südöstlich des Zentrums von Raspenava und gehört zum Okres Liberec.

## Geographie
Lužec erstreckt sich unterhalb der Einmündung des Libverdský potok (Liebwerder Bach) am rechten Ufer der Smědá (Wittig) im Isergebirgsvorland. Nördlich erheben sich der Chlum (Hoher Hain, 495 m) und der Pekelský vrch (Höllberg, 487 m), im Nordosten der Dubový vrch (Eichberg, 467 m), östlich der Smrk (Tafelfichte, 1124 m) und die Tišina (Dresslerberg, 873 m), im Südosten der Ořešník (Nußstein, 800 m), südlich der Na Chatkách (465 m) sowie im Nordwesten der Vapenný vrch (424 m). Durch Lužec verläuft die Bahnstrecke Raspenava–Bílý Potok pod Smrkem, die Bahnstation trägt den Namen Lužec pod Smrkem. Gegen Norden befindet sich der Naturpark Peklo.
Nachbarorte sind Dolní Řasnice, V Lukách, Hajniště und Peklo im Norden, Ludvíkov pod Smrkem und Přebytek im Nordosten, Lázně Libverda im Osten, Hejnice im Südosten, Ferdinandov im Süden, V Lukách, Filipka im Südwesten, Albrechtice u Frýdlantu, Nichtovy Domky und Dětřichov im Westen sowie Raspenava und Luh im Nordwesten.

## Geschichte
Nachdem die Herren von Bieberstein im Jahre 1278 die Herrschaft Seidenberg erworben hatten, verlegten sie den Herrschaftssitz nach Friedland und ließen die umliegenden Waldgebiete mit deutschen Siedlern kolonisieren. Zu den zwischen dem Ende des 13. und Anfang des 14. Jahrhunderts gegründeten Dörfern gehörten neben Mildeneichen auch Mildenau und Raspenau. Die erste schriftliche Erwähnung von Myldenowchin erfolgte im Friedländer Urbar von 1381. Zum Ende des 14. Jahrhunderts belehnten die Herren von Bieberstein ihren Vasallen Heinrich Kroe mit Mildeneichen. Am 21. Juni 1432 hinterließ ein Hochwasser der Wittig in Mildeneichen schwere Schäden; dies war zugleich das erste Hochwasser, das schriftlich nachweisbar ist. Weitere Fluten erfolgten 1442 und 1471.
Im Biebersteiner Güterteilungsvertrag von 1463 ist Mildeneichen als Lehndorf der Herrschaft Friedland aufgeführt, Mildenau und Raspenau bildeten dagegen Amtsdörfer. 1521 errichtete Heinrich von Schwanitz in Raspenau am Stolpich eine Eisenhütte; die Aufbereitung der Erze erfolgte in mehreren Pochwerken, von denen sich eines gegenüber von Mildeneichen zwischen Raspenau und Haindorf an der Wittig befand. Ein weiteres Pochwerk wird anhand erhaltener Dämme mehrerer Teiche an der Telke (Pekelský potok) angenommen. 1551 starb mit Christoph von Bieberstein der Friedländer Zweig des Geschlechts aus und die Herrschaft gelangte durch Heimfall an die Krone Böhmen zurück. Am 1. April 1558 erwarb der kaiserliche Rat Friedrich von Redern die Lehnherrschaft Friedland mit Reichenberg, Hammerstein und Seidenberg für 40.000 Taler. Seit der zweiten Hälfte des 16. Jahrhunderts ist eine Mühle (Trenklermühle) in Mildeneichen belegbar, ihr erster nachweislicher Besitzer war Fabian Lindner aus Haindorf, der sie 1588 an Hans Benisch veräußerte.
Nach der Schlacht am Weißen Berg wurden die Besitzungen des Christoph von Redern konfisziert und die Kronlehn Friedland und Reichenberg für 150.000 Rheinische Gulden Albrecht von Waldstein überlassen. Nach dessen Ermordung 1634 erhielt Matthias von Gallas die Herrschaft, dabei wurde der Ort als Mildenaichen bezeichnet. Nach Ende des Krieges setzten die Grafen von Gallas 1651 die von Waldstein begonnene Rekatholisierung der bereits seit den Zeiten der Herren von Bieberstein protestantischen Bevölkerung mit Härte fort. Ein Großteil der Bewohner verließ das Dorf und ging in die benachbarte Oberlausitz und nach Schlesien ins Exil. In der berní rula von 1654 sind für Mildeneichen sechs Bauernwirtschaften, darunter zwei wüste, sowie sieben Gärtnerstellen, von denen drei verlassen waren, aufgeführt. 1660 bestand das Dorf aus neun Bauern und drei Häuslern in der Aue. Nachdem die Mildeneichener Ortsrichterfamilie Neumann in der Mitte des 17. Jahrhunderts die Mühle erworben hatte und lange Zeit besaß, wurde sie als Mildeneichener Scholtessenmahlmühle bezeichnet. Während des Friedländer Bauernaufstandes von 1679/80 unter Führung des Rückersdorfer Schmiedes Andreas Stelzig schloss sich der Mildeneichener Richter Hans Georg Neumann, wie auch seine Mildenauer und Raspenauer Amtskollegen den Aufständischen an. 1683 wurden die drei Richter dafür mit dem Verlust ihrer Lehen und des Schankrechts bestraft. Zudem wurden sie wieder zur Zahlung mit Goldmünzen verpflichtet und ihnen je 300 Gulden Strafe auferlegt. Das von Richter Neumann eingelegte Gnadengesuch war erfolgreich, er blieb von der Strafe verschont.
Große Schäden durch Hochwasser der Wittig entstanden in den Jahren 1607, 1651, 1673, am 3. Juli 1675, 1685, 1688, 1692 sowie am 14. Juli 1702. Im Jahre 1716 gab es in Mildeneichen je sieben Bauern und Gärtner sowie zwei Häusler. Hinzu kamen noch die sieben Chaluppen, die zu Beginn des 18. Jahrhunderts aus Gründen der Sicherheit bei der abseits gelegenen Höllner Schäferei errichtet worden waren. Im August 1728 riss ein Hochwasser das Haus von Christoph Hausmann fort und beschädigte ein weiteres schwer. Weitere Flutschäden gab es in den Jahren 1756, 1776 und 1780. Bei der Einführung der Hausnummern wurden 1771 in Mildeneichen 24 Häuser gezählt, acht davon standen in der Helle. Im Zuge der Raabisation ließ der Besitzer der Herrschaft Friedland, Christian Philipp von Clam-Gallas, im Jahre 1780 die Fluren des Höllner Meierhofes und der Schäferei parzellieren und an Untertanen verkaufen. Das aus 33 Anwesen bestehende neue Dorf im Telketal mit einer Fläche von 203 Morgen wurde zunächst als die Hölle bezeichnet und 1784 nach der Ehefrau des Gründers, Karolina Josepha geborene Gräfin von Sporck offiziell als Karolinenthal benannt. 1783 wurde Karolinenthal, das inzwischen Mildeneichen an Größe und Bevölkerungszahl übertraf, von Mildeneichen abgetrennt und ein eigener Richter eingesetzt. Im Jahre 1788 kaufte Anton Trenkler aus Güntersdorf die Mildeneichener Mühle. Weitere Schreibweisen des Ortsnamens waren Milden Euchen und Müldeneichen (1795), der Volksmund nannte das Dorf Millschn. In den Jahren 1803, 1804, 1808 und 1824 gab es weitere Überflutungen. Bereits 1822 legten sich die Dörfer Raspenau, Mildenau und Mildeneichen eine gemeinschaftliche hölzerne Feuerspritze zu. Sie wurde vom Stellmacher Bergmann aus Ringenhain gefertigt und in einem dazu errichteten Spritzenhaus bei der Raspenauer Kirche untergebracht. 1827 errichtete Ferdinand Schöler in Mildeneichen eine Baumwollspinnerei.

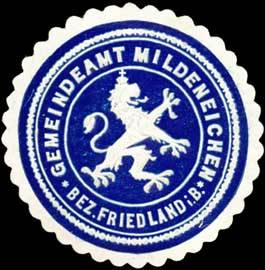
Siegelmarke Gemeindeamt Mildeneichen

Im Jahre 1832 bestand Mildeneiche aus 41 Häusern mit 252 Einwohnern. Im Ort gab es eine Mahlmühle und eine Brettsäge. Pfarr- und Schulort war Raspenau. Bis zur Mitte des 19. Jahrhunderts blieb Mildeneiche der Allodialherrschaft Friedland untertänig.
Nach der Aufhebung der Patrimonialherrschaften bildete Mildeneichen bzw. Mildeneiche ab 1850 mit dem Ortsteil Karolinthal eine Gemeinde im Bunzlauer Kreis und Gerichtsbezirk Friedland. Die Kataster von Mildeneichen (402 Morgen) und Karolinthal (203 Morgen) wurden wieder zu einem vereinigt. Im Jahre 1857 hatte die Gemeinde 716 Einwohner. Am 1. und 2. August 1858 wurde das Wittigtal von einem der schwersten Hochwasser heimgesucht; es zerstörte das Haus von Ignaz Köhler und sämtliche Brücken nach Raspenau. An der Baumwollspinnerei, die inzwischen Anton Welkens gehörte, hinterließ die Flut ebenfalls schwere Schäden; das neue Wehr wurde gänzlich fortgespült, der Damm des Teiches weggerissen und auch der Fabrikgraben und der Eiskeller verwüstet. Davon erholte sich das Unternehmen nicht mehr. Insgesamt entstanden in Mildeneichen Schäden in Höhe von 6615 Gulden. 1864 musste die Firma C. Welkens Konkurs anmelden, drei Jahre später erwarb die Frau des Hegewalder Porzellanfabrikanten Karl Persch, Barbara Persch die Fabrik und überschrieb sie ihren Söhnen Adolf und Robert, die das Spinnereigebäude zu einer Porzellanmanufaktur umbauten.
Ab 1868 gehörte die Gemeinde zum Bezirk Friedland. 1869 lebten in Mildeneichen mit Karolinthal 690 Personen. 1880 hatte die Gemeinde 777 Einwohner, davon entfielen 391 auf Karolinthal und 386 auf Mildeneichen. Die enge Verbindung zwischen den im oberen Wittigtal gelegenen selbständigen Gemeinden Mildeneichen, Mildenau und Raspenau spiegelte sich im letzten Drittel des 19. Jahrhunderts in der nicht amtlichen Bezeichnung Oberwittigtal wider, das zu jener Zeit entstandene rege Vereinsleben führte auch zur Bildung etlicher ortsübergreifender Verbände, die Oberwittigtal bzw. Ober Wittigtal im Namen führten. 1871 wurde in Mildeneichen die Erste Oberwittigtaler Feuerwehr gegründet. 1873 erhielt sie eine eigene Feuerspritze, im Jahr darauf wurde das Spritzenhaus eingeweiht. Obwohl sich auch Raspenau und Mildenau 1874 eigene Feuerspritzen anschafften, hatten beide Dörfer bis zum Ende des 19. Jahrhunderts noch immer keine eigenen Feuerwehren. 1884 bildete sich die Feuerwehr in Ferdinandsthal, 1886 in Raspenau, 1887 in Mildenau und 1892 in Karolinthal.
Ein weiteres Unternehmen in Mildeneichen war die 1880 von Ferdinand Zelsmann gegründete Erste Oberwittigtaler Eisengießerei und Maschinenfabrik. Zelsmann wurde wegen seiner Wohltätigkeit zum Ehrenbürger der Gemeinde ernannt. 1887 gründeten Adolf Rösler und Wilhelm Wildner in Karolinthal eine weitere Porzellanfabrik, die jedoch nur einen Brennofen hatte und 1904 niederbrannte. Am 14. Juni 1880 hinterließ ein Hochwasser erneut schwere Schäden. 1890 lebten in den 67 Häusern von Mildeneichen 390 Personen und in den 72 Häusern von Karolinthal 347. Der Landwirt Anton Stompe eröffnete 1898 an der Straße nach Bad Liebwerda den repräsentativen Berggasthof Sophienwäldchen; nachdem die Gastwirtschaft 1901 abgebrannt war, wurde sie unter dem neuen Namen Zur Kaiserhöhe wiedereröffnet. Nachfolgend wechselten die Besitzer der Kaiserhöhe öfters; letztlich gelang es keinem, das Lokal erfolgreich zu bewirtschaften. 1923 kaufte die Bezirkskrankenkasse das Objekt und baute es zum Sanatorium um.
Im Jahre 1900 nahm im Wittigtal die Lokalbahn Raspenau-Weißbach den Verkehr auf. Ein Jahr später nahm in Mildeneichen eine einklassige Dorfschule den Unterricht auf, das Schulhaus wurde allerdings erst im Sommer 1902 vollendet. Zuvor wurden die Kinder in Raspenau und teils auch Haindorf unterrichtet. Im Jahre 1910 hatte die Gemeinde Mildeneichen mit dem Ortsteil Karolinthal sowie den Einschichten Eichberg und Pikett 961 deutschsprachige Einwohner. Das Dorf Mildeneichen war auf 84 Häuser angewachsen und hatte 592 Einwohner; in Karolinthal stagnierte dagegen die Entwicklung wegen der abgelegenen Lage, in den 76 Häusern des Ortes lebten 369 Personen. Das Kataster von Mildeneichen mit Karolinthal umfasste eine Fläche von 605 Morgen 102 Quadratklaftern. 1910 wurde in Mildeneichen ein Kinderheim mit 30 Plätzen eröffnet, das vom Waisenfürsorgeverein getragen wurde. Präsidentin des Vereins war Marie Richter, die Frau des Mildenauer Industriellen Max Richter. 1912 bestanden in Mildeneichen 17 und in Karolinthal fünf Industrie- und Gewerbebetriebe; der Schwerpunkt des Wandels der bäuerlich geprägten Dörfer an der Wittig zu Industriegemeinden lag jedoch in Raspenau mit 138 Betrieben, auch in Mildenau gab es bereits 73 Unternehmen. Ein Großteil der Bewohner arbeitete bei Anton Richters Söhne in Mildenau.
1930 lebten in der Gemeinde Mildeneichen 882 Personen. Nach dem Münchner Abkommen erfolgte 1938 die Angliederung an das Deutsche Reich; bis 1945 gehörte Mildeneichen zum Landkreis Friedland. 1939 hatte die Gemeinde 829 Einwohner. Nach dem Ende des Zweiten Weltkrieges kam Mildeneichen zur Tschechoslowakei zurück und die meisten deutschböhmischen Bewohner wurden vertrieben. 1946 erfolgte die Umbenennung des Ortes in Lužec. 1950 wurde Lužec nach Raspenava eingemeindet. Im Zuge der Aufhebung des Okres Frýdlant wurde das Dorf 1960 dem Okres Liberec zugeordnet. Im Jahre 1962 wurden die rechts der Smědá gelegenen Dörfer Lužec und Luh mit dem am linken Flussufer befindlichen Raspenava zur Stadt Raspenava fusioniert.

## Porzellanfabrik Mildeneichen (1867–1927)
1867 kaufte Barbara Persch die in Konkurs gegangene Baumwollspinnerei C. Welkens und überschrieb sie ihren Söhnen Adolf und Robert, die das Gebäude zu einer Porzellanmanufaktur umgestalten ließen. 1870 teilten die Brüder den Besitz; Adolf Persch übernahm die väterliche Porzellanmanufaktur in Hegewald und Robert Persch die Fabrik in Mildeneichen, die fortan als R. Persch firmierte. Neben der Fabrik ließ er 1876 eine Villa errichten. 1876 starb Robert Persch im Alter von 37 Jahren bei einem Verkehrsunfall. Seine Witwe Franziska führte das Unternehmen zusammen mit dem Direktor Hugo Kirsche zur wirtschaftlichen Blüte. Bei der Oesterreichisch-ungarischen Industrie- und landwirtschaftlichen Ausstellung in Triest 1882 erhielt die Firma R. Persch mehrere Auszeichnungen. Im Jahre darauf errichtete Franziska Persch gegenüber der Mildeneichener Porzellanfabrik auf Raspenauer Flur eine zweite Fabrik. 1887 wurde der Porzellanfabrik R. Persch die Führung des Titels k.k.privilegierte Porzellanfabrik und die Verwendung des Österreichischen Adlers zuerkannt.
1898 verließ Direktor Kirsche die Fabrik. Im Jahr darauf überschrieb Franziska Persch das Unternehmen ihren Kindern Karl, Max, Ernst, Robert und Hermine. Vertretungsberechtigt war Ernst Persch, seine Mutter erhielt Prokura. Durch Veränderungen auf dem Weltmarkt war das Unternehmen in finanzielle Schwierigkeiten geraten und musste im Jahre 1900 zeitweilig seine Produktion einstellen. Karl Persch, Robert Persch und Hermine Robrecht schieden danach als Gesellschafter aus. Im Jahre 1905 wurde Josef Beck aus Reichenberg stiller Gesellschafter. Er versuchte mit mäßigem Erfolg den Export zu forcieren, 1906 eröffnete R. Persch in Hamburg eine Exportkanzlei. Im Jahre 1907 verstarb Max Persch. Beck trat im selben Jahre wieder aus der Gesellschaft aus. 1908 wurde das Konkursverfahren über die k.k.privilegierte Porzellanfabrik R. Persch eröffnet, aus dem der Charlottenburger Militärschneider Georg Robrecht, ein Schwager von Hermine Robrecht die beiden Fabriken erwarb. 1915 erhielt Robrecht die Bewilligung für den Gebrauch des Kaiseradlers in den Unternehmensdokumenten. Im Jahre 1919 verkaufte Georg Robrecht die Österreichischen Porzellan-Fabriken zu Mildeneichen und Raspenau an den Holzwarenexporteur und Besitzer des Haindorfer Kaiserhofes Josef Franz Scholz. Danach firmierte das Unternehmen als Porzellanfabriken J.F. Scholz. Nach dem Tode von Josef Franz Scholz  wurden die Porzellanfabriken J.F. Scholz ab 1923 von seinen Nachkommen Marie, Franzi, Elle verheiratete Pulz, Oskar, Erwin, Hermann und Albert weitergeführt. 1927 erwarb der Wirtschaftsverband der Porzellanindustriellen in der Tschechoslowakei das Unternehmen, er ließ die Fabriken schließen und sämtliche Brennöfen schleifen.

## Sehenswürdigkeiten
- Kapelle am Abzweig der Straße nach Lázně Libverda, errichtet 1855 durch Eleonore Köhler, sie wurde 2004 renoviert
- Votivbildstock aus dem Jahre 1693 am Branntweinbauer-Hof Nr. 15, er war Teil des von Johanna Emerentia von Gallas angelegten Wallfahrtsweges vom Schloss Frýdlant zur Wallfahrtskirche Hejnice mit zwölf kleinen Kapellen, von denen drei noch erhalten sind. 2003 wurde er renoviert und wiederaufgestellt.
- Naturpark Peklo
- Hügel Chlum mit prähistorischem Siedlungsplatz